# Damiaoji
Damiaoji (kinesiska: 大庙集) är en köping i östra Kina. Den ligger i Taihe härad i staden Fuyang i provinsen Anhui, omkring 240 kilometer nordväst om provinshuvudstaden Hefei.